# Peter Wolf
Pour les articles homonymes, voir Wolf.
Ne doit pas être confondu avec Peter A. Wolff.
Peter Wolf né Peter W. Blankfield le 7 mars 1946 dans le Bronx à New York est un musicien américain de rhythm and blues, soul et rock 'n' roll célèbre pour avoir été de 1967 à 1983 le chanteur du groupe J. Geils Band et pour sa carrière solo avec son parolier Will Jennings.
Son album Sleepless (en) figure dans le classement The 500 Greatest Albums Of All Time établie par le magazine Rolling Stone (432e position de la liste originale de 2003, 427e position de la liste révisée en 2012).

## Vie privée
Il a été marié à Faye Dunaway de 1974 à 1979.

## Discographie
- Lights Out (1984)
- Come As You Are (1987)
- Up to No Good (1990)
- Long Line (1996)
- Fool's Parade (1998)
- Sleepless (2002)
- Midnight Souvenirs (2010)
- A Cure For Loneliness (2016)